# Barbara Florian
Barbara Florian (Stoccolma, 9 settembre 1931) è un'attrice svedese.

## Biografia
Attrice svedese, ha preso parte a una ventina di film in larga parte legati al cinema italiano tutti girati tra il 1950 e il 1960.
É nota per aver interpretato Marisa Finzi in Verginità (1951), Isabella ne I tre corsari (1952), la sposa in Altri tempi - Zibaldone n. 1 e Caroline Brent in Heaven on Earth (1960).
È stata diretta da importanti registi quali Luigi Comencini, Mario Soldati, Luigi Zampa e Steno.

## Filmografia

### Cinema
- Il diavolo in convento, regia di Nunzio Malasomma (1950)
- Carcerato, regia di Armando Grottini (1951)
- Verginità, regia di Leonardo De Mitri (1951)
- Signori, in carrozza!, regia di Luigi Zampa (1951)
- Luna rossa, regia di Armando Fizzarotti (1951)
- Don Camillo, regia di Julien Duvivier (1952)
- Totò a colori, regia di Steno (1952)
- La tratta delle bianche, regia di Luigi Comencini (1952)
- Altri tempi - Zibaldone n. 1, regia di Alessandro Blasetti (1952) - (episodio "Pot-pourri di canzoni")
- I tre corsari, regia di Mario Soldati (1952)
- Jolanda, la figlia del Corsaro Nero, regia di Mario Soldati (1953)
- Una donna libera, regia di Vittorio Cottafavi (1954)
- 'Na sera 'e maggio, regia di Giorgio Pàstina (1955)
- Primo amore, regia di Mario Camerini (1959)
- Gli amori di Ercole, regia di Carlo Ludovico Bragaglia (1960)
- Via Margutta, regia di Mario Camerini (1960)
- Heaven on Earth, regia di Robert B. Spafford (1960)

### Televisione
- Tales of the Vikings - serie TV, episodio 1x34 (1960)

## Doppiatrici italiane
Nelle versioni in italiano delle opere in cui ha recitato, Barbara Florian è stata doppiata da:
- Rosetta Calavetta in I tre corsari, Jolanda, la figlia del Corsaro Nero
- Lydia Simoneschi in Il diavolo in convento
- Renata Marini in La tratta delle bianche